# منتخب البرازيل للكريكت
منتخب البرازيل الوطني للكريكت هو ممثل البرازيل الرسمي في المنافسات الدولية في الكريكت .